# Lison (rzeka)

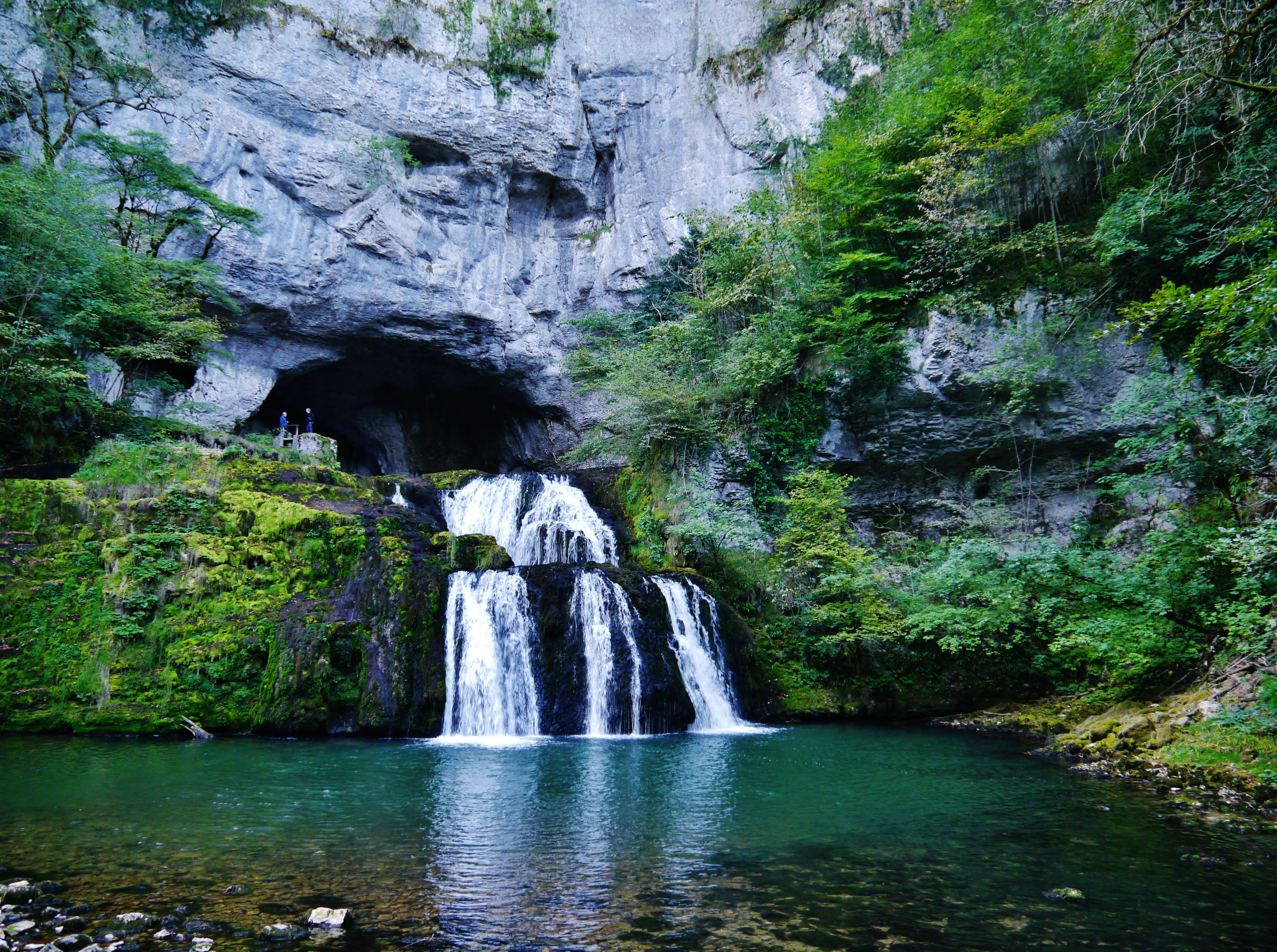
Źródło rzeki Lison

Lison – rzeka we Francji, w regionie Franche-Comté, w departamencie Doubs. Należy do zlewiska Morza Śródziemnego i do dorzecza Rodanu. Ma swoje źródło w gminie Nans-sous-Sainte-Anne, przepływa kolejno przez, Saraz, Éternoz, Myon, Échay, Cussey-sur-Lison, Lizine i w końcu na terenie gminy Cussey-sur-Lison wpada do rzeki Loue. Jej długość wynosi 25,37 km.
Źródło rzeki, w formie wodospadu wypływającego z jaskini, jest popularną atrakcją turystyczną, która była zagrożona industrializacją pod koniec XIX wieku, a jej ochrona przyczyniła się do rozwoju ruchu ochrony przyrody we Francji. 
W 1899 roku właściciel znajdującego się w pobliżu młyna (jego pozostałości są widoczne do dziś) planował ujęcie wody powyżej wodospadu i skierowanie jej rurociągiem na urządzenia młyńskie. Ponieważ źródło było własnością komunalną, mieszkańcy Nans-sous-Sainte-Anne zmobilizowali się i zwrócili się z apelem do miejscowego deputowanego, Charlesa Beauquiera, znanego już wówczas jako działacz zaangażowany w ochronę przyrody i krajobrazu. Przy jego poparciu ostatecznie wygrali oni w 1902 r. batalię sądową o źródło. Wykorzystując prawne zwycięstwo w procesie o źródło Lison Ch. Beauquier doprowadził do uchwalenia 21 kwietnia 1906 r. pierwszej francuskiej ustawy o ochronie środowiska, znanej później jako „prawo Beauquiera”.
Źródło Lison jest tematem kilku obrazów Gustave’a Courbeta, z których co najmniej jeden został namalowany na miejscu.